# 2023年世界水泳選手権コンゴ共和国選手団
2023年世界水泳選手権コンゴ共和国選手団は、2023年7月14日から7月30日まで日本の福岡で開催された第20回世界水泳選手権のコンゴ共和国選手団、およびその競技結果。コンゴ共和国の世界水泳選手権出場は、2015年の第16回世界水泳選手権以来8年4大会ぶりとなった。

## 選手団
- 人員: 選手 2人

## 選手名簿・結果
| 選手                 | 種目          | 予選   | 予選  | 準決勝   | 準決勝   | 決勝     | 決勝     |
| 選手                 | 種目          | 結果   | 順位  | 結果     | 順位     | 結果     | 順位     |
| -------------------- | ------------- | ------ | ----- | -------- | -------- | -------- | -------- |
| フレディ・マイラ     | 男子50m自由形 | 28秒61 | 113位 | 予選敗退 | 予選敗退 | 予選敗退 | 予選敗退 |
| ヴァネッサ・ボビンボ | 女子50m自由形 | 37秒37 | 100位 | 予選敗退 | 予選敗退 | 予選敗退 | 予選敗退 |